# Cynorkis mirabile
Cynorkis mirabile är en orkidéart som beskrevs av Johan Hermans och Phillip James Cribb. Cynorkis mirabile ingår i släktet Cynorkis, och familjen orkidéer.
Artens utbredningsområde är Madagaskar. Inga underarter finns listade i Catalogue of Life.